# Parachaea macaria
Parachaea macaria là một loài bướm đêm trong họ Noctuidae.